# Bozia, Vaslui
Bozia este un sat în comuna Fălciu din județul Vaslui, Moldova, România.
În locul "Vatra satului" s-au descoperit amfore grecești de secol IV-III î. Hr.
 Acest articol despre o localitate din județul Vaslui este deocamdată un ciot. Puteți ajuta Wikipedia prin completarea lui.

1. ↑  Muzeul Județean Vaslui (aprilie 1983). Acta Moldaviae Meridionalis V-VI. p. 161.